# Saul Santos Silva
Saulzinho, właśc. Saul Santos Silva (ur. 31 października 1937 w Bagé) – brazylijski piłkarz, występujący na pozycji napastnika.

## Kariera klubowa
Karierę piłkarską Saulzinho rozpoczął w Guarany Bagé w 1954 roku. Z Guarany trzykrotnie zdobył mistrzostwo miasta Bagé – Campeonato Citadino de Bagé w 1956, 1958 i 1960 roku. W latach 1961–1965 występował w CR Vasco da Gama. W barwach Vasco da Gama był królem strzelców ligi stanowej Rio de Janeiro w 1962 roku. W 1966 roku ponownie grał w Guarany.

## Kariera reprezentacyjna
W reprezentacji Brazylii Saulzinho zadebiutował 17 kwietnia 1966 w wygranym 1-0 meczu z reprezentacją Chile w Copa Bernardo O’Higgins 1966. Drugi i ostatni raz w reprezentacji Saulzinho wystąpił trzy dni później w przegranym 1-2 meczu z tym samym rywalem.
| Mecze i gole w reprezentacji | Mecze i gole w reprezentacji | Mecze i gole w reprezentacji | Mecze i gole w reprezentacji | Mecze i gole w reprezentacji | Mecze i gole w reprezentacji | Mecze i gole w reprezentacji |
| #                            | Data                         | Miasto                       | Przeciwnik                   | Gol                          | Wynik                        | Rozgrywki                    |
| ---------------------------- | ---------------------------- | ---------------------------- | ---------------------------- | ---------------------------- | ---------------------------- | ---------------------------- |
| 1.                           | 17.04.1966                   | Santiago                     | Chile                        |                              | 1:0                          | Copa Bernardo O’Higgins 1966 |
| 2.                           | 20.04.1966                   | Santiago                     | Chile                        |                              | 1:2                          | Copa Bernardo O’Higgins 1966 |